# 中島優衣
中島 優衣（なかじま ゆい、1996年5月20日 - ）は、日本のアイドル。BLUE ROSE所属の女性アイドルグループ「アイドルカレッジ」の元メンバー。声優としてアミュレート所属。かつては声優アイドルグループ「ピュアリーモンスター」のメンバーも兼任していた。神奈川県出身。血液型はO型。

## 来歴
- 2011年5月6日 渋谷aubeでのワンマンライブで、候補生としてアイドルカレッジに加入。
- 2011年12月13日 『アイドルカレッジワンマンライブ みんなひとつになれ！アイカレの伝えたいこと〜2011　冬〜』（恵比寿ガーデンルーム）での候補生投票で一位を取り、センターで「残酷な天使のテーゼ」を披露。
- 2012年12月7日 『アイドルカレッジワンマンライブ みんなひとつになれ！アイカレの伝えたいこと〜2012 冬〜』（渋谷マウントレーニアホール）で行われた、センター投票で7位（124票）。
- 2013年12月21日 品川ステラボール 『アイドルカレッジ感謝祭 〜史上最大のワンマンライブ2013〜』で候補生から正規メンバーに昇格。
- 2014年7月30日「あのコが、髪を、切らない理由。」（Stand-Up! Records）でセンターポジション。
- 2017年4月4日 声優としてアミュレートの預かり所属になったことを発表。
- 2017年5月1日 新人声優によるアイドルグループ「ピュアリーモンスター」のメンバーになったことを発表。
- 2020年6月16日 「中島優衣 1stワンマンライブ＃ゆいのお誕生日じゃない日のライブ」を無観客ライブ配信にて開催[1]。
- 2020年12月20日 翌年2021年2月27日のライブをもってピュアリーモンスターを卒業することを発表[2]。
- 2023年6月25日のライブをもってアイドルカレッジを卒業。

## 人物
- 特技は水泳、黄身をつかむことである。
- 趣味は、アニメを見ること。特にエヴァンゲリオン、かんなぎ、CLANNAD。
- 長所は、気が長いこと。短所は、自信が持てない所[3]。
- ミーアキャットが好きらしく、ブログ等でのミーアキャットの登場率が高い。
- アイドル好きで、特に、℃-uteのファンである。

## 書籍

### 雑誌
- Cool-up Girls Vol.5（1/27発売号）

## 出演

### テレビアニメ
- セントールの悩み（2017年）- 桂奈緒 役
- 俺が好きなのは妹だけど妹じゃない（2018年） - 神坂秋乃 役[4]

### OVA
- 俺が好きなのは妹だけど妹じゃない （2019年、神坂秋乃） - BD/DVD第1・2巻に収録

### ゲーム
- ブルーアーカイブ -Blue Archive-（2021年 - 2024年、中務キリノ[5][6]）
- ファントムブレイカー オムニア（2022年、アーティファクター）

### ドラマCD
- Secret Story「俺が好きなのは妹だけど妹じゃない ミニドラマ」（2018年、神坂秋乃）

### 舞台
- 桃太郎外伝〜竜宮城大決戦〜（2014年3月12日 - 16日、ブディストホール）

### テレビ
- 日本テレビ『ミュージックドラゴン』朗読少女　朗読内容：東方神起「Very Merry Xmas」

### ラジオ
- 彩音のChoco-Bana-Radio 第55回(2014年7月16日)
- 彩音のChoco-Bana-Radio 第56回(2014年7月23日)
- あふぃ☆ラジ〜魔法学院特別授業（2014年5月10日、ラジオ関西）
- 森谷里美の完パケラジオ!（2014年8月30日）
- THE WORKS（2014年11月23日、NACK5）
- アイドルカレッジのカラオケ・カレッジ（2015年1月1日〜、TBSラジオ「ミュージックナビ〜昨日と今日との交差点〜」内）
- THE WORKS（2015年11月23日、NACK5）
- 原由実・南千紗登のぱくぱく村（2016年4月17日、ラジオ関西：ゲスト出演）
- THE WORKS（2016年4月18日、NACK5）[7]
- THE WORKSせず。（2016年4月18日、響-HiBiKi Radio Station-）
- バドミントンガールズ 〜聖ラファエル学院放送部〜（2018年 - 2019年、ラジオ関西・音泉）[8]

### インターネット放送
- SOLiVE24（2012年12月12日）

### その他
- バドミントンガールズ（2018年、砂押歩恵夢）

## ディスコグラフィ

### キャラクターソング
| 発売日         | 商品名     | 歌                   | 楽曲                                                | 備考                                                       |
| -------------- | ---------- | -------------------- | --------------------------------------------------- | ---------------------------------------------------------- |
| 2018年11月30日 | smash!!!!! | バドミントンガールズ | 「Side × Side」 「smash!!!!!」 「全力全身DREAMER!」 | メディアミックスプロジェクト『バドミントンガールズ』関連曲 |

### ユニットメンバー
1. ↑  広瀬夏奈子（柳原可奈子）、鳴瀬瑠依紗（和多田美咲）、名取茉莉愛（前田佳織里）、砂押歩恵夢（中島優衣）、高城絵理華（黒木ほの香）